# 日産科学賞
日産科学賞（にっさんかがくしょう）は、公益財団法人日産財団が1993年から2009年まで授与していた賞。地球環境に係わる基礎研究で卓越した研究業績をあげ、さらに発展が期待される研究者に対して授与された。

## 受章者
| 回 | 年度   | 受賞者     | 業績                                                                     |
| -- | ------ | ---------- | ------------------------------------------------------------------------ |
| 1  | 1993年 | 井上民二   | 熱帯雨林の生態系－送粉共生系の力学と送粉者の採餌戦略                     |
| 1  | 1993年 | 高井義美   | Ｇ蛋白質を介する新しい細胞シグナル伝達機構                               |
| 1  | 1993年 | 黒田玲子   | 光スイッチを持つインテリジェント化合物の開発                             |
| 2  | 1994年 | 内田慎一   | 高温超伝導の物理と化学の展開                                             |
| 2  | 1994年 | 福井康雄   | 星形成過程の初期段階の観測的研究                                         |
| 3  | 1995年 | 中澤高清   | 大気中二酸化炭素濃度のグローバル観測と循環の解明                         |
| 3  | 1995年 | 辻本賀英   | 細胞死抑制機能を持つbcl-2がん遺伝子の発見                                |
| 4  | 1996年 | 坂野仁     | リンパ細胞の分化に伴う遺伝子再構成                                       |
| 4  | 1996年 | 儀我美一   | 非線形拡散方程式に現われる特異性の解析                                   |
| 5  | 1997年 | 宮下保司   | 霊長類における大脳視覚記憶システムの解明                                 |
| 5  | 1997年 | 十倉好紀   | 酸化物巨大磁気抵抗現象の発見と機構解明                                   |
| 6  | 1998年 | 田辺信介   | 生物蓄積性内分泌攪乱物質による海棲哺乳動物の化学汚染に関する研究         |
| 6  | 1998年 | 石島秋彦   | 生体分子モーターの動作原理の解明                                         |
| 7  | 1999年 | 中島映至   | 人工衛星を利用した地球大気の粒子環境に関する気候学的研究                 |
| 7  | 1999年 | 高柳英明   | 超伝導体・半導体結合構造における量子効果の研究                           |
| 8  | 2000年 | 赤木和夫   | 不斉液晶場でのヘリカルポリアセチレンの発見と液晶性共役系高分子の開拓     |
| 8  | 2000年 | 松本邦弘   | 増殖・分化を制御するシグナル伝達の分子機構                               |
| 9  | 2001年 | 荒川泰彦   | 量子ドット研究の創始とその物性解明および半導体レーザへの応用             |
| 9  | 2001年 | 西田栄介   | MAP キナーゼおよび関連シグナル伝達の制御機構と機能                       |
| 10 | 2002年 | 濱田博司   | 体の非対称性が生じる分子機構                                             |
| 11 | 2003年 | 永長直人   | 強相関電子系における量子位相効果の研究                                   |
| 11 | 2003年 | 月田承一郎 | バリアーの分子生物学的研究：クローディン遺伝子群の解析                   |
| 12 | 2004年 | 吉田尚弘   | アイソトポマー観測による地球温暖化ガスのサイクルの解析                   |
| 13 | 2005年 | 水野哲孝   | 構造・機能の精密制御による高性能環境触媒の開発                           |
| 14 | 2006年 | 河村公隆   | 有機エアロゾルの組成・分布・変質と地球環境への影響                       |
| 15 | 2007年 | 山本雅之   | 生体の環境適応・応答の分子機構の解明                                     |
| 16 | 2008年 | 石川冬木   | 細胞老化を規定する染色体テロメアの研究                                   |
| 17 | 2009年 | 木本昌秀   | 高分解能気候システムモデルを用いた地球温暖化と降水量変動予測に関する研究 |